# Hermann Emminghaus
Hermann Emminghaus, né à Weimar le 20 mai 1845 et mort le 17 février 1904 à Fribourg-en-Brisgau, est un psychiatre allemand. Il fut pionnier dans la psychologie des enfants et des adolescents et fut un des fondateurs de la psychopathologie du développement.

## Biographie
Il étudia la médecine aux universités de Göttingen et de Iéna et obtint son doctorat de médecine en 1869 ; il fut l'assistant de Carl Gerhardt (1833-1902), directeur de la clinique médicale d'Iéna. De 1874 à 1880, il travailla à l'université de Wurtzbourg, où il était assistant de Franz von Rinecker (1811-1883).
En 1880, il fut nommé à la première chaire de psychiatrie de l'université de Dorpat. Lorsqu'il quitta sa chaire de Dorpat en 1886, il y fut remplacé par Emil Kraepelin (1856-1926). En 1886, Emminghaus fut nommé professeur de psychiatrie à l'université de Fribourg-en-Brisgau où il institua un nouveau comportement vis-à-vis des malades mentaux, fondé, en particulier, sur l'absence de contraintes.
Ses écrits les plus connus sont un traité de psychopathologie générale : Allgemeine Psychopathologie zur Einführung in das Studium der Geistesstörungen [Psychopathologie générale : introduction à l'étude des troubles mentaux] et un ouvrage sur les maladies mentales de l'enfant intitulé : Die psychischen Störungen des Kindesalters [Les troubles mentaux de l'enfance]. 

## Hommages
Depuis 1984, le "Prix Hermann Emminghaus" récompense tous les deux ans les meilleurs travaux scientifiques sur la psychiatrie de l'enfance et de l'adolescence.

## Œuvres sélectionnées
- Über hysterisches Irresein: Ein Beitrag zur Pathogenese der Geisteskrankheiten (thèse de doctorat, Iéna, 1870) « Sur la folie hystérique : contribution à la parthénogenèse des maladies mentales » ;
- Allgemeine Psychopathologie zur Einführung in das Studium der Geistesstörungen « Psychopathologie générale : Introduction à l'étude des troubles mentaux », 1878 ;
- Über den Werth des klinischen Unterrichts in der Psychiatrie « De l'importance de l'entretien clinique en psychiatrie », Dorpat, 1881
- Die psychischen Störungen des Kindesalters « Les troubles mentaux de l'enfance » in Gerhardt's "Handbuch der Kinderkrankheiten,Vol. VIII, Tübingen 1887.